# Jean Bourbonnais
Pour les articles homonymes, voir Bourbonnais.
Jean Bourbonnais est un réalisateur québécois.

## Filmographie
- 1987 : Le gros de la classe
- 1989 : Without Work: Sidetracked
- 1989 : Quand l'accent devient grave
- 1989 : Paul et Moustache
- 1989 : The New Girl in Town
- 1989 : Le Message de Cornipoli
- 1989 : Franc-Ouest - Il était une fois
- 1998 : Caserne 24 (série télévisée)
- 2001 : Si la tendance se maintient (série télévisée)
- 2006 : Pure laine (série télévisée)